# Arad
Arad (în maghiară Arad, sârbă Арад/Arad, germană Arad) este municipiul de reședință al județului cu același nume, la limita între regiunile istorice Banat și Crișana, România. Se află pe ambele maluri ale râului Mureș; cea mai mare parte se află în Crișana, pe malul drept, cartierele Aradul Nou, Mureșel și Sânnicolaul Mic fiind pe malul stâng, în Banat.
La recensământul din anul 2011 Aradul avea o populație de 159.074 locuitori, fiind al doisprezecelea cel mai mare centru urban al României din punct de vedere demografic. Municipiul Arad constituie pentru vestul României un punct important în ceea ce privește industria și este un nod important în transporturile feroviare și rutiere.
Împreună cu Timișoara formează cea mai mare aglomerare urbană din afara Bucureștiului, constituind o conurbație cu o arie teritorială de polarizare de peste 5.000 km² și o populație de 805.000 de rezidenți.

## Etimologie
Numele de Arad pentru actualul oraș, reședință de județ are o origine contestată astfel e posibilă proveniența ca o formă adaptată a numelui Orod/Urod, un presupus cavaler maghiar al regelui Ștefan I al Ungariei, posibil primul ișpan al zonei.
Sub administrația regatului maghiar, încă din secolul al XI-lea când s-a format Comitatul Aradului (în maghiară Arad vármegye), s-a folosit scrierea cu A, fără întrerupere, continuând și de la trecerea sub administrație românească după 1919.

## Istorie

### Perioada medievală
Prima atestare documentară a zonei Aradului era făcută în secolul al XI - lea în contextul luptelor localnicilor cu armatele regatului feudal maghiar. În Gesta Hungarorum este descrisă activitatea regelui maghiar Ștefan I, de supunere a unui conducător local, recunoscut ca și Ajtony/Ahtum, care este înfrânt, astfel permițând formarea comitatului Aradului, care administra un teritoriu aflat la nord de râul Mureș. Administrarea se făcea de la un „castel” aflat pe actualul teritoriu al comunei Vladimirescu (cunoscută mai ales sub denumirea veche de Glogovăț, sau în maghiară Öthalom), menționat la 1132 și ulterior înaintea invaziei tătare și distrugerea repetată a orașului la 1241 și 1258.

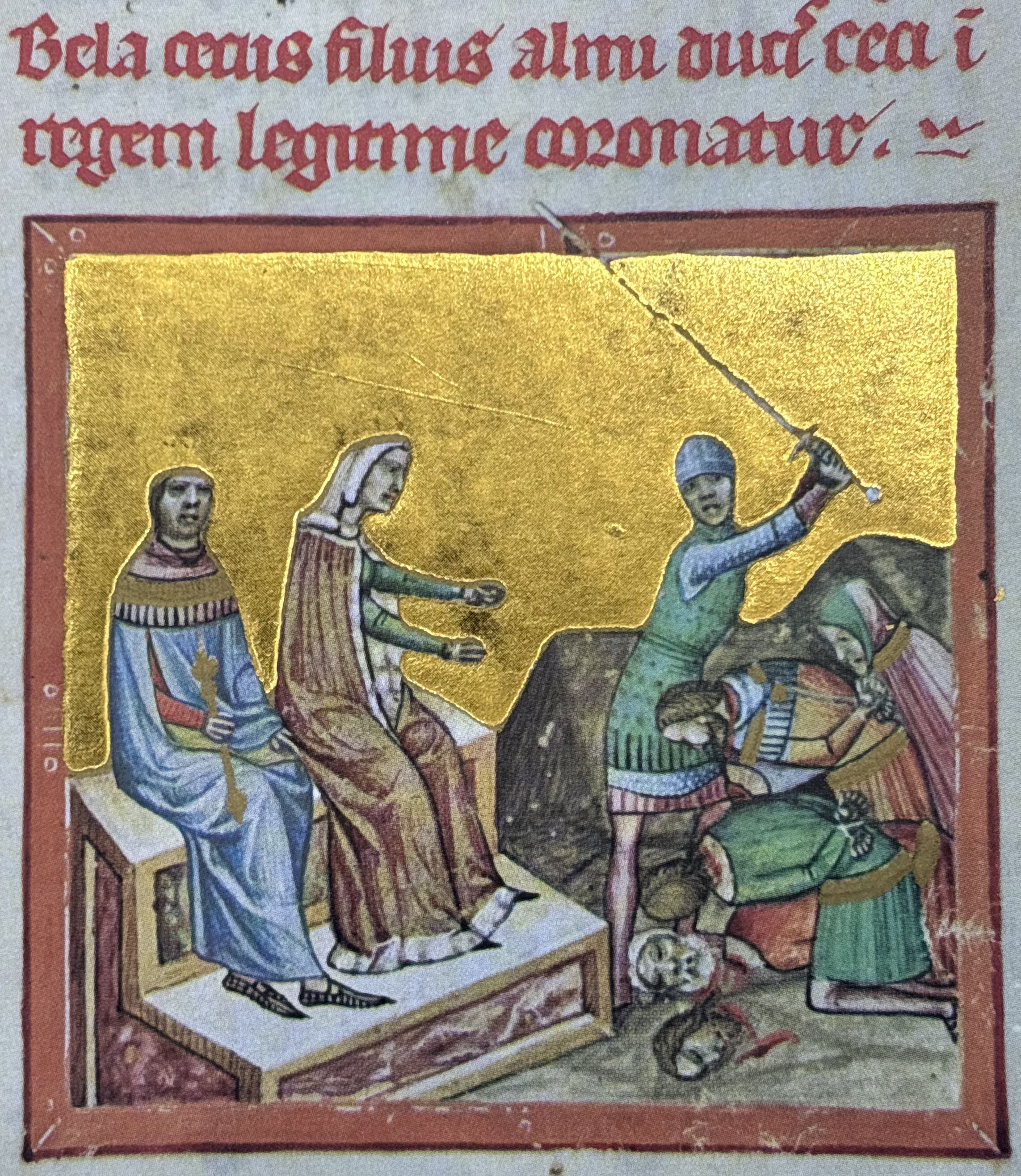
Decapitarea la Arad a nobililor adversari regelui Béla al II-lea

Regele Béla al II-lea înființează în 1135 capitlul de Arad după ce decapitase 68 de nobili adversari la Arad din ordinul reginei Elena de Rascia. Regele a înzestrat capitlul cu bunurile confiscate ale celor executați. În perioada de apogeu a capitlului arădean acesta era loc de autentificare pentru trei comitate - Arad, Zărand și Cenad - iar mănăstirea deținea proprietăți în șapte comitate.
- 1331 - Orașul este menționat în Cronica pictată de la Viena
- 1527 - Răscoala condusă de Iovan Nenada, supranumit „Țarul Negru”
- 1552 - Orașul este ocupat de turci la 18 septembrie și devine sediul Sangeacului de Arad, inclus în Pașalâcul de Timișoara
- 1595 - Trupele transilvănene eliberează Aradul
- 1616 - Orașul este recucerit de către Poarta Otomană
- 1658 - Principele Gheorghe Rákóczi al II-lea reia Cetatea Aradului și o păstrează până în 1660[6]

### Perioada modernă

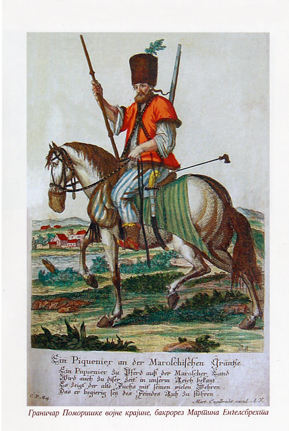
Grănicer de pe Mureș (Pomorișia), prima jumătate a sec. al XVIII-lea

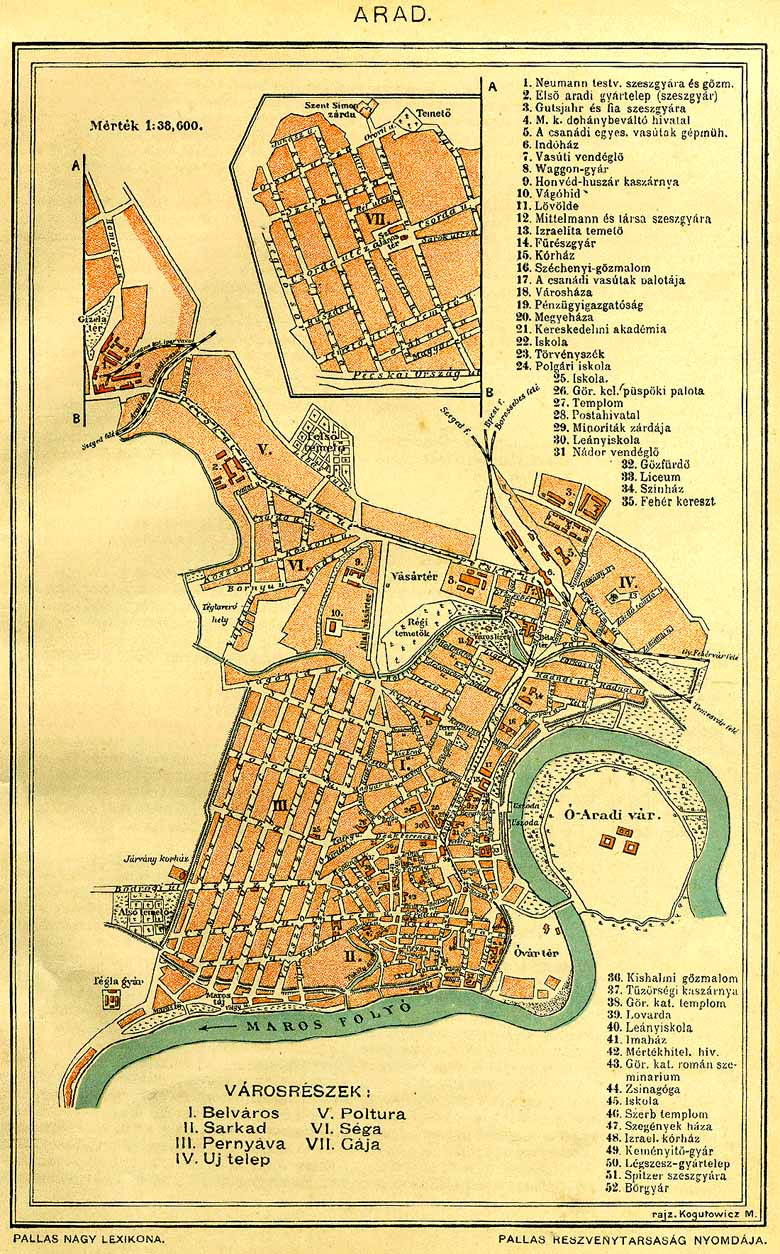
Harta Aradului din anul 1897

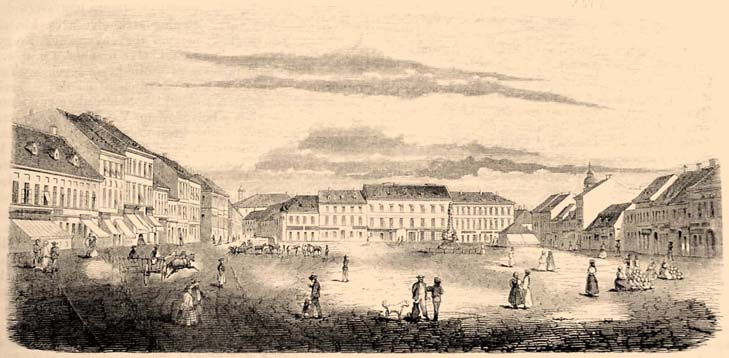
Piața Libertății din Arad în secolul al XIX-lea (în prezent Piața Avram Iancu)

Arad - decembrie 1918

- 1687 - Victoria ducelui Carol al V-lea de Lorena în Bătălia de la Mohács (1687). Aradul este eliberat de sub ocupația otomană.
- 26 ianuarie 1699 - Pacea de la Karlowitz stabilește granițele Imperiului Habsburgic cu Imperiul Otoman pe cursul Mureșului. Aradul devine oraș cameral de graniță. 
  - august 1699 - Primele trupe de grăniceri, recrutați mai ales din rândul sârbilor refugiați din Imperiul Otoman, sunt încartiruite în oraș.
- 1702 - Se înființează breasla cojocarilor, prima breaslă a Aradului
- 15 aprilie 1706 - Împăratul Iosif I înființează Episcopia Aradului. Primul episcop este Isaia Diacovici.
- 1715 - Prima școală a orașului (cu predare în limba germană) este înființată de călugării catolici minoriți
- 1765-1783 - Împărăteasa Maria Terezia ordonă construirea unei noi cetăți în stil Vauban-Tenaille
- 1812 - Înființarea Preparandiei Române din Arad - prima școală pedagogică de stat, cu predare în limba română din Transilvania
- 1817 - Jakob Hirschl construiește primul teatru de piatră din Arad
- 1822 - Înființarea Institutului Teologic Ortodox Român
  - 1868 - Mihai Eminescu participă în calitate de sufleur într-un spectacol susținut de trupa lui Mihai Pascaly
- 1833 - Ia ființă al șaselea conservator muzical european - Arader Musik Conservatorium/Aradi Zenede
- 1834 - Orașul primește statutul de oraș liber regesc. La festivități participă împăratul Francisc I
- 1840 - S-a deschis prima bancă de economii și credite de pe teritoriul actual al României[7][8]
- 6 octombrie 1849 - Înfrângerea revoluției maghiare și executarea de către armatele imperiale habsburgice și ruse a celor 13 generali ai armatei revoluționare maghiare [9]
- 1869 - Ia ființă societatea de transport public cu tramvaie trase de cai
- 1890 - Fondarea Societății Filarmonice din Arad
  - 1846 - Concertează Franz Liszt
  - 1847 - Concertează Johann Strauß fiul
  - 1877 - Concertează Pablo de Sarasate și Henryk Wieniawski
- 1890 - Se înființează primul club de canotaj din Transilvania, „Asociația Vâslașilor Murăș Arad”
- 15 august 1899 - La Arad se joacă primul meci oficial de fotbal din Transilvania.
- 1909 - Se înființează fabrica Marta, prima fabrică de automobile din Ungaria și de pe teritoriul actual al României
- 1910 - Populația orașului ajunge la 64.000 de locuitori
- 10 aprilie 1913 - Este inaugurată prima linie ferată electrică din estul Europei și a opta din lume, pe ruta Arad-Podgoria
- 2 noiembrie 1918 - Consiliul Național Român Central, constituit la Budapesta, își mută sediul la Arad, în casa avocatului Ștefan Cicio Pop.
- 20 noiembrie 1918 - Consiliul Național Român Central, alcătuit din 6 membri ai PNR și 6 membri socialiști, decide convocarea Marii Adunări Naționale de la Alba Iulia

### Perioada interbelică
- 1920 - Este înființată uzina Astra, prin unificarea Fabricii de Vagoane Weitzer cu Fabrica de Automobile Marta [10]
  - Se dezvoltă fabricile de textile, ITA, FITA, TEBA, moara Neumann, fabrica de mobilă "Lengyel" [10]
- 1922 - Concertează George Enescu
- 1924 - Concertează Béla Bartók
- 1923 - Are loc la Arad primul campionat național de canotaj din România, în organizarea Asociației Vâslașilor Murăș din Arad (actualul Club Sportiv "Voința" Arad)
- 1926 – Este înființată Fabrica de zahăr [11]
- 1929 - 1933 - Criza economică se face resimțită, multe fabrici mici închizându-se, industria concentrându-se în 22 de companii mari
- 1930 - Este înființată Fabrica de lacuri și vopsele "Polyrom" [11]
- 1936 - Este înființată Uzina Tehnică Arad, producție becuri [11]
- 1937 - Orașul este evaluat drept cel mai puternic centru economic din Transilvaniași al patrulea din România.
- 1938 - Face parte din ținutul Timiș

### Perioada postbelică
- 1956 - Face parte din regiunea Arad
- 1956 - Face parte din regiunea Timișoara
- 1959 - Este înființată prima fabrică de jucării din țara, "Arădeanca" [11]
- 1960 - Face parte din regiunea Banat
- 1962 - Este înființată prima fabrică de ceasuri din țara, "Victoria" [11]
- 1968 - Face parte din județul Arad
- 1968 - Orașul primește statutul de municipiu.
- 1989 - Aradul este primul oraș, reședință de județ din țară care s-a alăturat revoltei începute în Timișoara

### Perioada postdecembristă
După Revoluția Română din 1989 au fost înființate în oraș două instituții de învățământ superior: Universitatea „Aurel Vlaicu”, continuatoarea Institutului de Subingineri fondat în 1972, și Universitatea de Vest „Vasile Goldiș”, ca universitate privată. La sfârșitul anilor 1990 se înființează în zona de nord-vest a orașului, Zona Industrială Arad, ce reunește pe platforma sa cei mai mari angajatori din oraș

## Geografie
Municipiul Arad este așezat în extremitatea vestică a României, în sudul Crișanei și în nordul Banatului, în șesul întins al Tisei, la 46°11' lat. N și 21°19' long. E, în câmpia aluvionară a Aradului, parte a Câmpiei de Vest. Este primul oraș important din România la intrarea dinspre Europa Centrală, fiind situat pe malul râului Mureș, în apropierea ieșirii acestuia din culoarul Deva-Lipova. Teritoriul administrativ al municipiului este de 252,85 kmp.
Orașul se află la o altitudine de 107 m, fiind amplasat la intersecția unor importante rețele de comunicații rutiere, respectiv Coridorul european rutier IV cu traseul șoselei rapide ce va lega Ucraina cu Serbia. Situarea la intersecția drumurilor europene E 68/60 la 594 km de București (E) și 275 km de Budapesta (V), precum și E 671 la 50 km de Timișoara (S) și 117 km de Oradea (N), constituie un factor favorizant pentru dezvoltarea sa economică și urbană.
Municipiul Arad este principala poartă de intrare în România, fiind cel mai important nod rutier și feroviar din vestul țării. Astfel, Aradul se află situat la 17 km de Curtici - cel mai mare punct vamal pe căi ferate din vestul țării. De asemenea, Aradul beneficiază de un acces extrem de facil în ceea ce privește punctele de frontieră pe cale rutieră și aeriană. Cele mai apropiate puncte de frontieră sunt pe cale rutieră, respectiv: localitatea Turnu la o distanță de 20,3 km, orașul Nădlac la o distanță de 54 km, precum și Vărșand la o distanță de 68 km. Un important punct de frontieră este cel pe cale aeriană este Aeroportul Internațional Arad, acesta având o pistă de 2.000 metri.
Câmpia Aradului este situată între Munții Zarandului și albiile Ierului și Mureșului Mort, în continuarea Câmpiei Crișurilor la sud de linia localităților Pâncota, Caporal Alexa, Olari, Șimand și Sânmartin până în valea Mureșului între Păuliș și Pecica. Spre rama muntoasă are altitudini de aproape 120 m, iar în vest puțin peste 100 m. La poalele munților Zarandului se distinge o fâșie de câmpie piemontană care nu ajunge pană la Mureș și care trece treptat într-o fâșie ceva mai joasă (puțin peste 100 m) cu caractere de câmpie de divagare vizibilă la Curtici. Ca urmare a extinderii conului de dejecție al Mureșului, Câmpia Aradului este formată din pietrișuri, nisipuri și argile. La est de Arad apar loessuri și depozite loessoide, iar în împrejurimile localității Curtici, nisipuri eoliene cu relief de dune fixate. În cuprinsul câmpiei de divagare sunt frecvente albii și meandre părăsite, grinduri, lăcoviști și sărături. 
Repere geografice în țară: 
- Timișoara - 50 km
- București - 594 km
- Brașov - 417 km
- Constanța - 813 km
- Craiova - 375 km
- Galați - 712 km
- Iași - 668 km
- Oradea / Băile Felix - 117 km
- Satu Mare - 254 km
- Suceava - 589 km

Repere geografice în străinătate:
- Belgrad - 209 km
- Bruxelles - 1619 km
- Budapesta - 275 km
- Cracovia – 657 km
- Istanbul – 1185 km
- Praga - 797 km
- Viena - 506 km

### Climă
Clima orașului este continental-moderată, cu slabe influențe mediteraneene, vara înregistrându-se o temperatură medie de 21 °C și iarna o temperatura medie de -1 °C.
Cantitatea medie multianuală de precipitații este de 582 mm. Cele mai mari cantități de precipitații se înregistrează în luna iunie (88,6 mm), în general sezonul cald înregistrând 58% din cantitatea totală ca o consecință directă a dominației vânturilor din vest. Se mai înregistrează un maxim secundar în lunile de toamnă (24% din cantitatea medie anuală). Între cele două maxime se intercalează un minim principal: februarie, martie, cu cea mai scăzută valoare de 30 mm și un alt minim în septembrie de 36,5 mm.
Datorită poziției în câmpie a Aradului, zona este supusă tot timpul anului advecției aerului umed din vest și ascensiunea sa în contact cu rama muntoasă a Apusenilor, de aici și explicația frecvenței ridicate a zilelor cu precipitații de 120.
Valoarea medie anuală a umidității relative este de 76%.
Frecvența medie a circulației maselor de aer este cea sud-estică, frecvența maximă fiind atinsă în luna octombrie (22,6%), urmată de cea sudică în noiembrie (18,9%), de cea nord-estică în mai (17,8%) și cea nord-vestică în iulie (15,0%).

### Floră și faună
În oraș și împrejurimi se întâlnește vegetația de silvostepă a Câmpiei Aradului, reprezentată de pâlcuri de arbori și păduri de cer, gârniță, gorun, ulm etc, exemplele cele mai concludente putând fi găsite în pădurea Ceala, situată în extremitatea nord-vestică a municipiului și în Pădurice. În luncile din lungul Mureșului se dezvoltă zăvoaie, sălcii, plopi, anini.
Flora Municipiului Arad și împrejurimilor sale este reprezentată prin numeroase specii de plante. Din categoria speciilor rare pentru flora României amintim următoarele: Rumex Kerneri, Euphorbia vegetalis, Sedum caespitosum, Trifolium angulatum, Trifolium angustifolium, Lidernia procumbens, Succisella inflexa, Cirisum branchycephalum, Sparganium minimum, Hysciamus albus.
Fauna se încadrează și ea în specificul silvostepei și se caracterizează prin prezența popândăului, prepeliței, fazanului de câmpie, șopârlei cenușii, sturzului etc. În păduri trăiesc mistrețul și cerbul. Fauna subacvatică din apele Mureșului cuprinde crapul, mreana, somnul etc.

## Demografie
Componența etnică a municipiului Arad
     Români (77,37%)
     Maghiari (6,94%)
     Alte etnii (2,53%)
     Necunoscută (13,15%)
Componența confesională a municipiului Arad
     Ortodocși (63,17%)
     Romano-catolici (7,74%)
     Penticostali (4,98%)
     Baptiști (3,63%)
     Reformați (1,88%)
     Alte religii (4,15%)
     Necunoscută (14,46%)
Conform recensământului efectuat în 2021, populația municipiului Arad se ridică la 145.078 de locuitori, în scădere față de recensământul anterior din 2011, când fuseseră înregistrați 159.074 de locuitori. Majoritatea locuitorilor sunt români (77,37%), cu o minoritate de maghiari (6,94%), iar pentru 13,15% nu se cunoaște apartenența etnică. Din punct de vedere confesional, majoritatea locuitorilor sunt ortodocși (63,17%), cu minorități de romano-catolici (7,74%), penticostali (4,98%), baptiști (3,63%) și reformați (1,88%), iar pentru 14,46% nu se cunoaște apartenența confesională.
Date: Recensăminte sau birourile de statistică - grafică realizată de Wikipedia

## Cartierele Aradului
Arad are 20 cartiere:
1. Centru
2. Aradul Nou
3. Gai
4. Aurel Vlaicu
5. Micălaca
6. Grădiște
7. Alfa
8. Bujac
9. Confecții
10. Funcționarilor
11. Pârneava
12. Sânicolaul Mic
13. Colonia
14. Subcetate
15. Westfield
16. Mureșel
17. Drăgășani
18. Cadaș-Silvaș
19. Șega
20. 6 Vânători

## Economie și transport

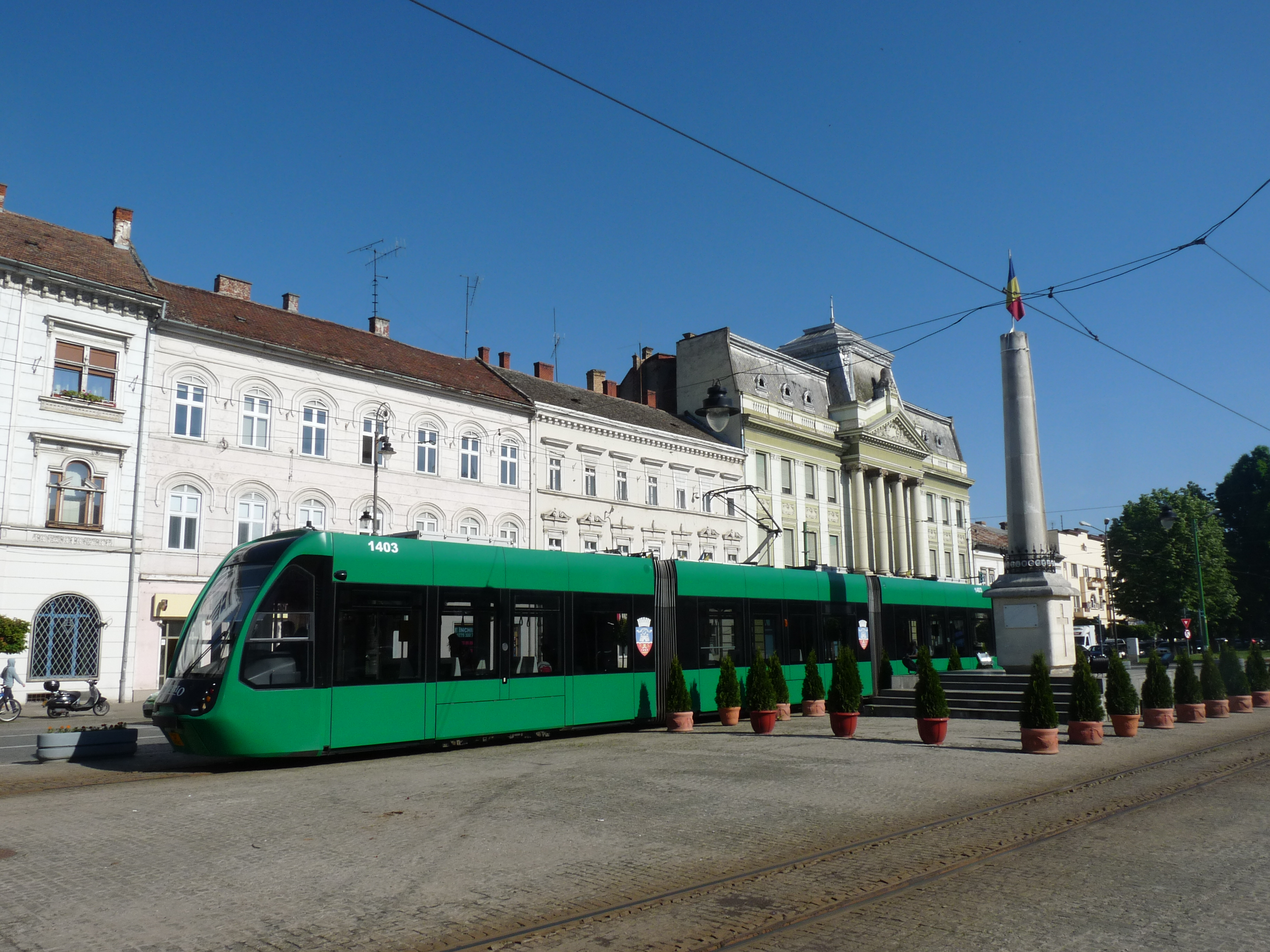
Tramvai în Arad

Pe parcursul secolelor XIX și XX, Aradul s-a afirmat ca unul dintre cele mai importante centre economice din regiune. În acest sens semnificativă este evaluarea făcută în anul 1937, potrivit căreia, raportat la activitatea celor 4001 societăți comerciale, orașul a fost considerat drept cel mai puternic centru economic din Transilvania și al patrulea din România.
În atingerea acestui statut au conlucrat factori precum poziția geografică a orașului, la intersecția unor drumuri comerciale de maximă importanță, și diversitatea etnică și religioasă a locuitorilor săi. Aceiași factori fac din Arad astăzi, unul dintre cele mai prospere orașe din România postrevoluționară.
Principalele ramuri industriale sunt construcția și reparația materialului rulant (Astra Vagoane Arad, Astra Vagoane Călători), industria constructoare de mașini (Yazaki Component Technology, Alcoa Fujikura, Leoni Wiring Systems, Maschio-Gaspardo, Takata Petri), producția de aparatură și instrumente de măsură verificare și control (Contor Group), industria confecțiilor, industria produselor alimentare, industria de prelucrare a lemnului.
În Arad își are sediul central și social Intesa Sanpaolo Bank România. O altă instituție de credit care își are începuturile în Arad este Banca Comercială Feroviară, a treia instituție de credit cu capital românesc.

### Angajați pe sectoare de activitate
- Industrie - 41,5%
- Transport și telecomunicații - 12,27%
- Comerț - 10,75%
- Construcții - 7,92%
- Învățământ - 5,99%
- Sănătate și asistență socială - 5,14%
- Utilități - 3,16%
- Administrație publică - 2,28%
- Bănci și asigurări - 1,97%
- Agricultură - 1,73%

## Monumente de arhitectură

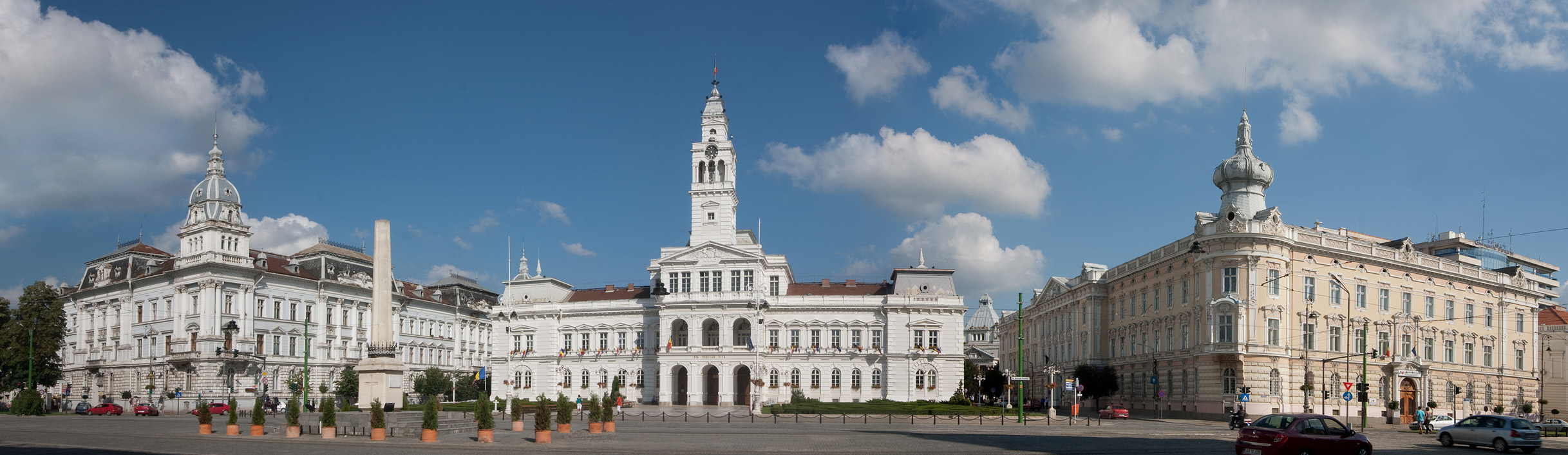
Piața Sfatului

- Cetatea Aradului este una din fortificațiile din Transilvania construite în stil Vauban-Tenaille, în a doua jumătate a secolului al XVIII-lea, fază târzie a sistemului de fortificații stelate din Europa. Cetatea servește în prezent ca unitate militară a Armatei României, nefiind deschisă publicului.[17]
- Palatul Administrativ, construit între anii 1872-1874 în stil neo-renascentist de către arhitectul Imre Steindl, cel ce a construit și Parlamentul din Budapesta;
- Teatrul Clasic ”Ioan Slavici”, construit în stil neoclasic după planurile arhitectului Anton Czigler, a fost inaugurat la data de 21 septembrie 1874. Inițial clădirea avea o funcționalitate complexă, în incinta ei regăsindu-se două restaurante pe latura nordică, alte spații comerciale și locuințe. Pe latura estică se poate vedea un blazon al Aradului, oraș regesc.

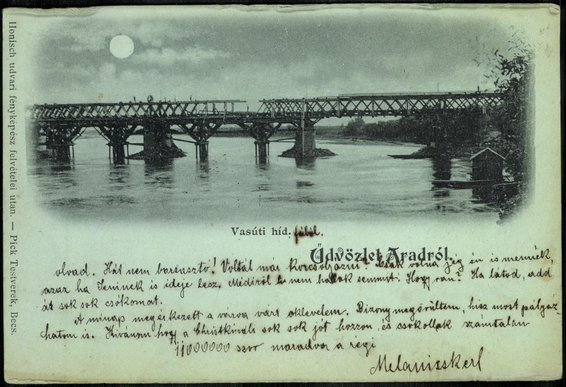
Podul vechi de lemn

- Palatul Neuman, construit în anul 1891 în stil eclectic
- Palatul de Justiție, construit în anul 1892 în stil eclectic
- Palatul Cenad, construit în anul 1894 într-o combinație de stiluri eclectic și neoclasic
- Palatul Băncii Naționale, construit în anul 1906 în stil neoclasic
- Palatul Administrației Financiare, construit la sfârșitul secolului al XIX-lea
- Palatul Bohuș construit în anul 1910 în stil secesiune, este prima clădire din Arad în care s-a folosit la planșee beton armat. Casa liftului bogat ornamentată cu elemente din fier forjat, reprezintă un unicat în Arad
- Palatul Kohn, construit în anul 1906 în stil secesiune
- Palatul Szantay, construit în anul 1911 în stil secesiune
- Palatul Cultural, construit în anul 1913, este o operă arhitecturală cuprinzând elemente de stil neoclasic, gotic, renascentist și corintic;
- Casa cu Ghiulele, construită în 1800, stă mărturie a luptelor care s-au dat în Arad în anii 1848-1849.
- Clădirea Preparandiei, în care a funcționat din anul 1812 Înalta Preparandie, prima școală în limba română din Ardeal.
- Casa cu Lacăt, construită în anul 1815.
- Teatrul Vechi (Hirschl), construit de către Jacob Hirschl în anul 1817, primul teatru de piatră din țară
- Cazinoul Arădean, construit în 1872, clădire eclectică în formă pătrată, cuprinde elemente de neoclasic și neobaroc. Are o frumoasă grădină de vară, spațiul din fața clădirii fiind folosit în trecut ca patinoar
- Turnul de apă, construit în anul 1896 în stil donjon medieval, a servit pompării apei potabile în rețeaua de distribuție a orașului. Construcția de cărămidă înaltă de 35 m, se remarcă prin decorațiile ferestrelor și a balcoanelor. La ora actuală în interiorul turnului funcționează o galerie de artă și un restaurant.
- Castelul Nopcea, construit la sfârșitul secolului al XVIII-lea
- Vama Veche, construită în anul 1907, a folosit ca punct vamal de intrare a mărfurilor în piețele Aradului
- Palatul Copiilor, monument istoric, datează din secolul al XX-lea

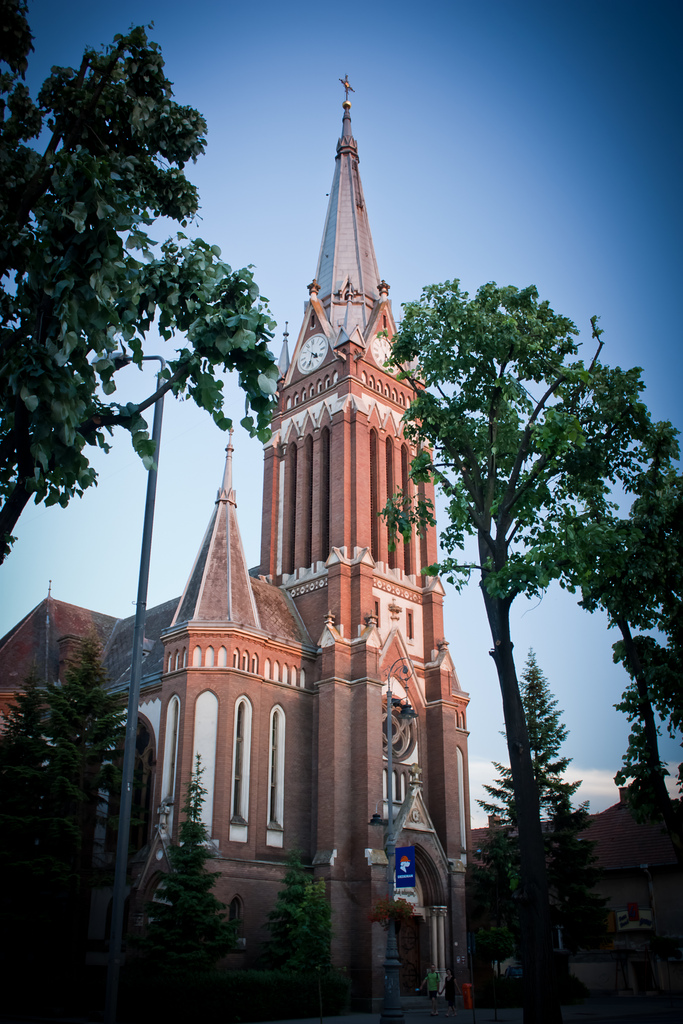
Biserica Roșie

### Monumente
- Statuia Sfântului Ioan de Nepomuk, realizată în anul 1729 în stil baroc;
- Monumentul Sfânta Treime – ridicat, între anii 1738-1740, în amintirea victimelor răpuse de epidemia de ciumă;
- Aleea personalităților arădene;
- Parcul Reconcilierii, cu cele două monumente închinate Revoluției de la 1848-1849;
  - Statuia Libertății, operă a sculptorului György Zala, ridicată a în anul 1890	;
  - Arcul de Triumf, realizat în anul 2004 de către sculptorul Ioan Bolborea;
- Crucea Martirilor Unirii, ridicată în anul 1936, închinată preoților martiri din perioada noiembrie 1918 - primăvara 1919;
- Monumentul celor 13 generali martiri - aflată lângă cetate, la locul execuției, ridicată în 1881, aflată pe mormântul acestora.

### Lăcașuri de cult

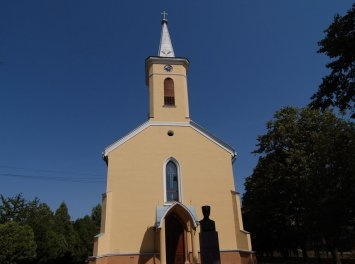
Biserica Catolică din cartierul Gai

- Biserica sârbească "Sf. Petru și Pavel", edificată între anii 1698-1702 în stil baroc timpuriu;
- Mănăstirea "Sf. Simion Stâlpnicul", construită în anul 1762 în stil baroc;
- Catedrala ortodoxă română "Nașterea Sf. Ioan Botezătorul", realizată între anii 1862-1865 după planurile arhitectului Anton Czigler, în stil neobaroc. Pe fațada vestică sunt plasate două turnuri cu clopotniță de un aspect maiestuos cu secțiune pătrată. Fiecare latură a acestora cuprinde câte un orologiu. Învelitoarea turnurilor, bogat ornamentată, a fost supraînălțată în anul 1905. Pictura murală îi aparține lui Anastase Demian. Execuția acestei lucrări a început în anul 1957 și s-a finalizat în anul următor. Catedrala este actualul sediu al Arhiepiscopiei Aradului;
- Biserica „Sf. Anton de Padova”, fosta biseric minorită, edificată în anul 1904 în stilul renascentist;
- Biserica Roșie (evanghelic-luterană), construită în anul 1906 în stil neogotic;
- Sinagoga neologă, construită în anul 1834 în stil grec, toscan;
- Biserica Reformată, construită în anul 1847 în stil baroc;
- Catedrala Ortodoxă Română "Sfânta Treime", construită în anul 2009 în stil neo-bizantin.

### Muzee și expoziții
- Complexul Muzeal Arad
  - Secția istorie
  - Secția științele naturii
  - Secția Artă
- Muzeul Memorial "Vasile Goldiș"

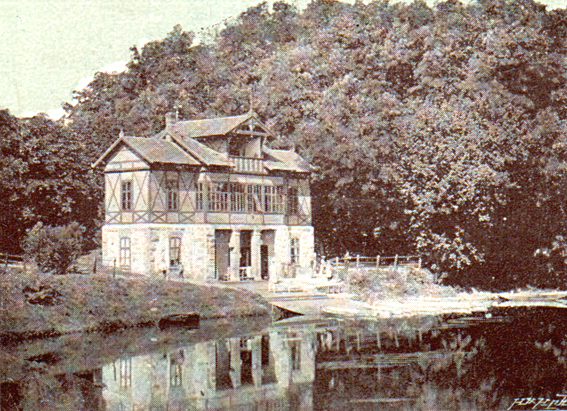
Păduricea (Piața Podgoria)

- Colecția de artă Doina și Baruțu Arghezi
- Galeria Delta. Principalele evenimente cu o componentă de tradiție sunt: Salonul Bienal Internațional de Desen, Salonul Bienal de Sculptură Mică, Salonul Anual de Artă
- Galeria Alfa
- Galeria Clio
- Galeria Turnul de Apă
- Galeria Takács
- Galeria Carola's
- Expo Arad International  Arhivat în 6 decembrie 2002, la Wayback Machine., Centrul Expozițional din cadrul Camerei de Comerț Industrie și Agricultură a județului Arad, al doilea cel mai mare pavilion expozițional din România după Romexpo.

### Turismul de agrement
- Ștrandul "Neptun" Arhivat în 26 aprilie 2008, la Wayback Machine.
- Parcul Natural Lunca Mureșului
- Pădurea Ceala cu Lacul Măltăreț și Insula Mureș (Trei Insule)
- Lunca Mureșului Inferior (sit SCI)
- Faleza Mureșului
- Păduricea (Piața Podgoria)
- Patinoar

## Administrație și politică
Municipiul Arad este administrat de un primar și un consiliu local compus din 23 consilieri. Primarul, Laurențiu Bibarț[*], de la Partidul Național Liberal, este în funcție din 2020. Începând cu alegerile locale din 2024, consiliul local are următoarea componență pe partide politice:
|  | Partid                                 | Consilieri | Componența Consiliului | Componența Consiliului | Componența Consiliului | Componența Consiliului | Componența Consiliului | Componența Consiliului |
|  | -------------------------------------- | ---------- | ---------------------- | ---------------------- | ---------------------- | ---------------------- | ---------------------- | ---------------------- |
|  | Partidul Social Democrat               | 6          |                        |                        |                        |                        |                        |                        |
|  | Partidul Național Liberal              | 6          |                        |                        |                        |                        |                        |                        |
|  | Alianța Dreapta Unită                  | 5          |                        |                        |                        |                        |                        |                        |
|  | Alianța pentru Unirea Românilor        | 4          |                        |                        |                        |                        |                        |                        |
|  | Uniunea Democrată Maghiară din România | 2          |                        |                        |                        |                        |                        |                        |

### Metropola Arad – Timișoara

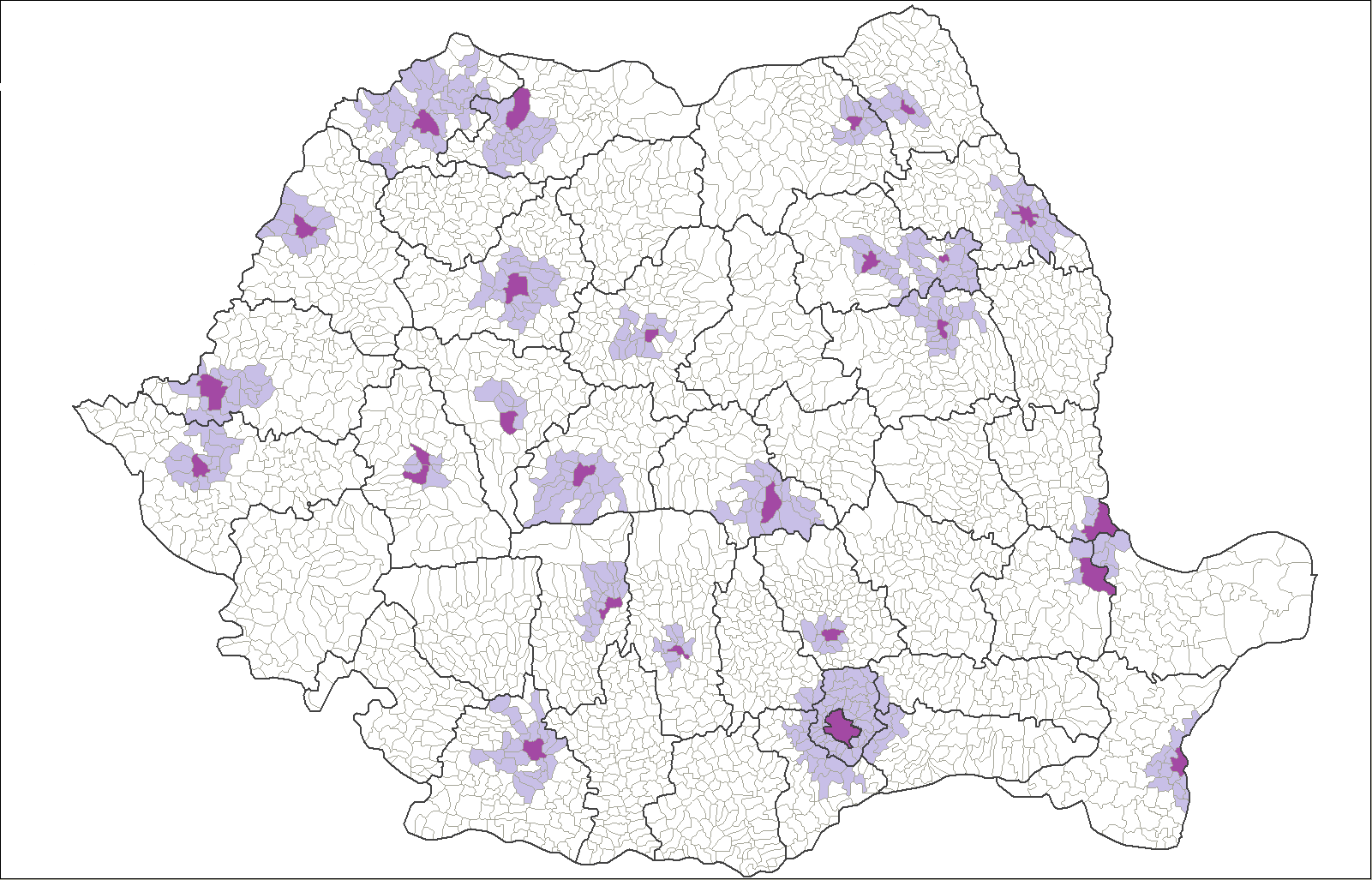
Zonele metropolitane din România. Conurbația Timișoara–Arad (Vest) este cea mai mare aglomerare urbană pe axa București–Budapesta–Belgrad (peste 800.000 de locuitori) - o zonă de polarizare cu impact direct asupra dezvoltării economice și urbane din Europa Centrală și de Est

În data de 2 August 2016 s-a semnat actul oficial de înființare al metropolei Arad – Timișoara, parte a strategiei integrate de dezvoltare durabilă Timișoara Vision 2030, elaborată de Banca Mondială, Eurostat, și de Agenția de Dezvoltare Regională Vest din România.
Proiectul a implicat unirea celor două zone metropolitane într-o unitate administrativ-teritorială unitară, cu rol de hub de transport, investițional, cultural, turistic, medical și  educațional în euroregiunea Dunăre-Criș-Mureș-Tisa.
Populația aglomerării urbane are 805.000 de locuitori, și este cel mai dezvoltat pol socio-economic al Europei pe axa București–Budapesta–Belgrad.

### Alianța Vestului
Pe data de 8 Decembrie 2018, la Timișoara, s-a semnat documentul oficial de înființare al Alianței Vestului (AVE), în parteneriat cu municipiile Arad, Oradea și Cluj-Napoca, prima asociere intercomunitară de acest tip din România.
Alianța Vestului (AVE) are ca scop principal accelerarea dezvoltării economice și sociale a orașelor membre (Timișoara, Cluj-Napoca, Arad și Oradea) și a zonei de Vest prin colaborare regională, dezvoltarea infrastructurii, absorbția de fonduri europene, atragerea investițiilor private și îmbunătățirea calității vieții, urmând principiile socio-economice ale megalopolisului de urbanizare Banana Albastră, din Europa de Vest.

## Educație
Prima școală elementară din Arad, s-a înființat în 1707 de călugărul de origine bavareză, Fr. Camil Nöffrich. În 1745 școala începătoare devine școală latină, apoi în 1762 gimnaziu. În 1844-1845 se aplică o nouă reformă școlară în Austria, introdusă un an mai târziu și în Ungaria, în urma căreia gimnaziul din Arad se completează inițial cu 7 clase, apoi cu 8 clase, devenind în 1851-1852 gimnaziu superior complet, iar în 1868 ia denumirea de gimnaziu superior regal. Școala latină și gimnaziul din Arad, patronate de călugării minoriți au funcționat pe rând în două localuri, proprietăți ale ordinului (1745-1821/1821-1873).
Documentele ce alcătuiesc istoria învățământului în Transilvania și la Arad vădesc un admirabil militantism, cu accente dramatice uneori, al intelectualității arădene pentru înființarea unei Universități în aceste locuri. Preparandia (1812, prima școală pedagogică românească din întreg arealul românesc și între primele din Europa), Institutul Clerical Teologic (1822), Conservatorul de muzică (1833) anticipau ideea de învățământ superior, iar proiectele academice ale unor cărturari precum episcopul Ghenadie Raț (în anul 1850), Ioan Popovici-Desseanu (în anul 1871), Vasile Goldiș (în anul 1906), Onisifor Ghibu (în anul 1915), Ion Montani (în anul 1924), Memoriile din 18 septembrie 1940, din 11, 20 și 30 ianuarie 1945, din 19 august 1947 ale unor mari personalități arădene înfățișează credința nestrămutată a intelectualității și nu numai a acesteia, că Aradul este îndreptățit, prin strălucita sa istorie, să devină centru universitar.
Inspectoratul Școlar Județean Arad s-a înființat in 1 martie 1968. Rețeaua școlară din municipiul Arad totalizează 88 de unități, din care 34 de grădinițe, 14 școli cu clasele I-IV și I-VIII, o școală privată cu clasele I-IV, 22 de licee și grupuri școlare (3 colegii naționale, un colegiu economic, 2 colegii tehnice, un colegiu particular, un liceu de limbă germană, un colegiu de limbă maghiară, un liceu cu program sportiv, un liceu de artă, 6 licee tehnologice, un liceu particular, 2 licee teologice, un seminar teologic ortodox, un liceu UCECOM), cât și 2 școli ajutătoare, o școală normală, un liceu pentru nevăzători și 2 școli postliceale.

### Universități
Ulterior anului 1989, învățământul superior a fost reînființat în Arad prin 2 universități:
- Universitatea de Vest "Vasile Goldiș" (1990)
- Universitatea "Aurel Vlaicu" (1991)

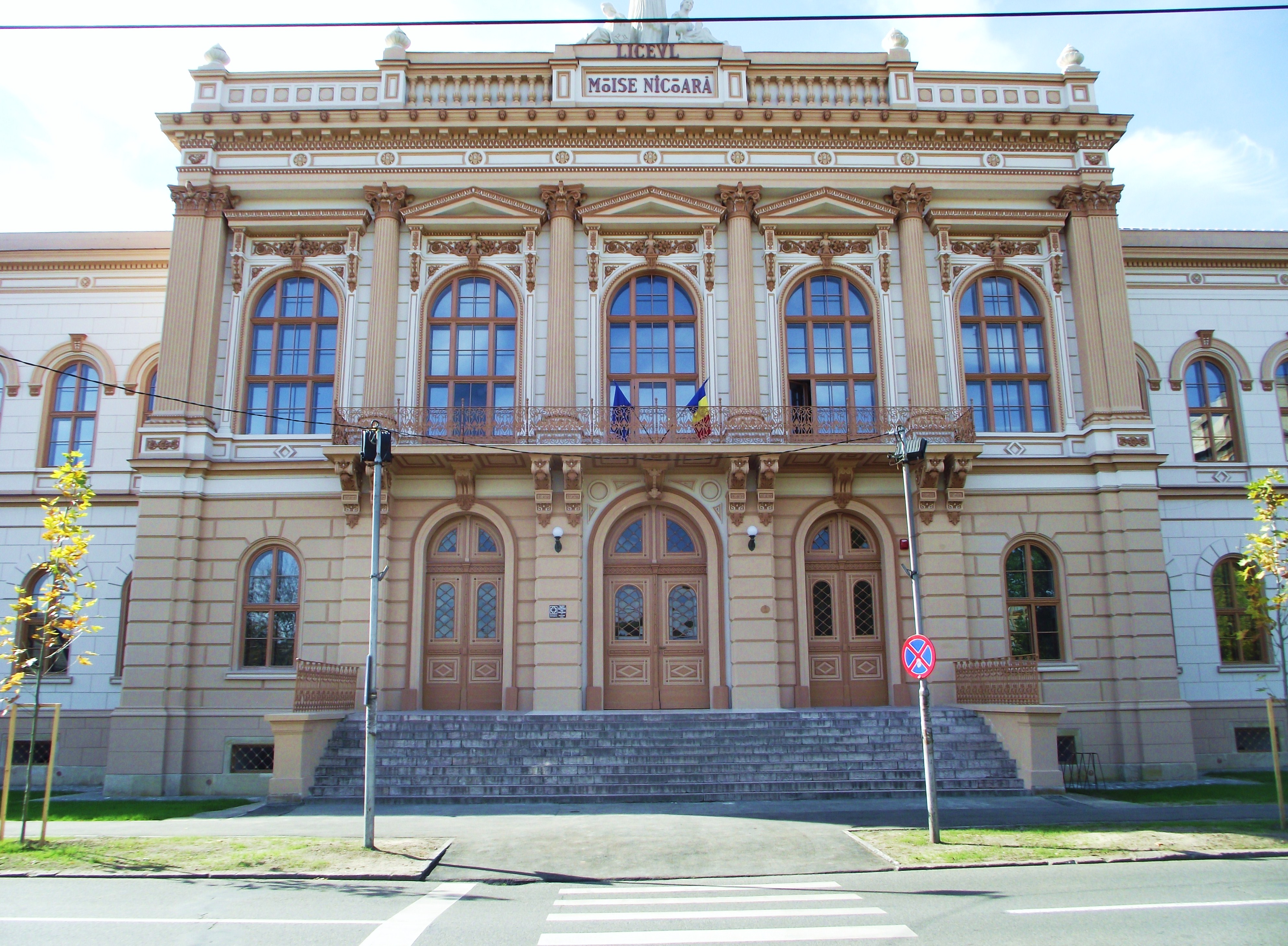
Colegiul Național "Moise Nicoară"

### Licee
- Colegiul Național „Moise Nicoară”
- Colegiul Național "Elena Ghiba Birta"
- Liceul Pedagogic "Dimitrie Țichindeal"
- Colegiul Național "Vasile Goldiș"
- Colegiul Economic
- Liceul Teoretic "Adam Müller Guttenbrunn"
- Colegiul "Csiky Gergely"
- Colegiul de Arte "Sabin Drăgoi"
- Liceul Teologic Baptist "Alexa Popovici"
- Liceul Teologic Penticostal
- Seminarul Teologic Ortodox
- Liceul cu Program Sportiv
- Colegiul Tehnic de Construcții și Protecția Mediului
- Colegiul Tehnic "Aurel Vlaicu"
- Liceul Tehnologic de Electronică și Automatizări "Caius Iacob" (Liceul CFR)
- Liceul Tehnologic "Francisc Neuman"
- Liceul Tehnologic de Industrie Alimentară
- Liceul Tehnologic de Transporturi Auto "Henri Coandă"
- Liceul Național de Informatică
- Liceul Tehnologic "Iuliu Moldovan" (Liceul Forestier)
- Liceul UCECOM Spiru Haret
- Colegiul Particular "Vasile Goldiș"
- Liceul Special "Sfânta Maria" | pentru copii cu dizabilități

## Sănătate
În oraș funcționează Spitalul Clinic Județean de Urgență, Spitalul Clinic Municipal(acesta s-a unit cu Spitalul Clinic Județean de Urgență) și o serie de spitale și centre medicale de specialitate, publice(Policlinica, Clinica dentară, Spitalul Matern, etc.) și private (MedLife Genesys, Laser System, Mediqua etc.).

## Cultură

Palatul Cultural din Arad

### Festivaluri
- Festivalul Internațional de Teatru Clasic (Ediția XXI în 2015)
- Festivalul Internațional Euromarionete (Ediția XVI în 2015)
- Festivalul Internațional de Teatru în limba franceză „Amifran” (Ediția XXIII în 2015)
- Festivalul Internațional de Teatru Nou (Ediția III în 2015)
- Festivalul de film documentar fARAD (Ediția XI în 2014)
- Media Art Festival (Ediția 11 în 2024)
- Festivalul Național de Literatură „Discuția Secretă” (Ediția II în 2015)
- Festivalul de Literatură Zilele Doinaș (Ediția I în 2015)
- Festivalul de muzică americană și jazz
- Festivalul Internațional de Jazz
- Gala de Operă Open Air
- Festivalul Minorităților
- Târgul Meșterilor Populari
- Zilele Aradului - în luna august
- Festivalul Vinului — în septembrie/octombrie
- Festivalul internațional de muzică și dans „Ghiocelul de Argint”

### Teatru
- Teatrul Clasic "Ioan Slavici"
- Teatrul de Marionete Arad
- Teatrul Vechi, sau Teatrul Hirschl

### Muzică clasică
Filarmonica de Stat Arad, etatizată în 1948, o dată cu venirea lui Nicolae Brânzeu la Arad, își va continua tradiția muzicală arădeană marcată în anul 1833 de înființarea celui de-al șaselea Conservator din Europa, după cele de la Paris, Praga, Bruxelles, Viena și Londra.

### Instituții de cultură
- Centrul Cultural Județean Arad
- Casa de Cultură a Municipiului Arad
- Biblioteca Județeană „A.D. Xenopol” Arad

## Media

### Presa scrisă
Primul ziar tipărit la Arad a fost săptămânalul de limbă germană Arader Kundschaftsblatt în anul 1837, sub redacția lui Franz Schwester, care în 1840 începe tipărirea și variantei în limba maghiară, Aradi Hirdeto. La 1 iulie 1848 apare săptămânalul Der Patriot, publicat de Joseph Schmidt.
Primul periodic arădean tipărit în limba română, a fost gazeta Speranța, apărută între 1 februarie - 15 decembrie 1869 și ulterior între 10 ianuarie - 13 iunie 1872, periodic considerat „unica și prima foaie bisericească a românilor ortodocși din Ungaria și Ardeal”. Mai târziu, în anul 1877, apare revista, Biserica și școala, cu existență neîntreruptă până în 1948.
În 1897 apare ziarul Tribuna Poporului, sub redacția lui Ioan Russu-Șirianu, care în 1904 își schimbă numele în Tribuna, iar în 1905 redactorul devine Sever Bocu. Tribuna fuzionează în 1912 cu ziarul Românul, înființat în 1911 ca organ de presă al Partidului Național Român din Ungaria și Transilvania.
În perioada 1916 - 1940, în Arad mai apar următoarele publicații literare: Pagini literare (1916), Genius (1924-1925), Salonul literar (1925-1926), Laboremus (1926), România literară (1930), Hotarul (1933-1940), Înnoirea (1937-1940) și Litera (1938-1939).
După revoluție, apar noi surse de informare, “Tribuna Aradului” (1990-1991), "Curierul Aradului" și "Libertatea Aradului" (1991-1997). În prezent, presa scrisă cuprinde o varietate de publicații: Jurnal Arădean, cel mai vechi cotidian local, apărut în anul 1944, care a purtat succesiv denumirea de Patriotul, Flacăra roșie și Adevărul (denumire schimbată la începutul anului 2008, prin decizie judecătorească în defavoarea ziarului Adevărul de București). După anul 1990 mai apar și Arad Expres, Observator Arădean, Glasul Aradului, Oglinda de Vest, Realitatea, Buletinul de Arad, Ziarele Munca, Piața Aradului și Informația Aradului acestora adăugându-se cotidianul de limba maghiară, Nyugati Jelen. De-asemenea, a fost înființată Agenția de Presă a Județului Arad NewsAr.
Reviste de cultură:
- ARCA - editată de Uniunea Scriitorilor (filiala Arad)
- Avancronica - lunar arădean de cultură și civilizație - editat de Casa de Cultură a Municipiului Arad
- Relief (revistă) - editată de Fundația Culturală Ioan Slavici

Presa online: în ordine cronologică - Aradon, NewsAr, Actualități Arad, Vestic, Arq, Live Arad, Special Arad, Arad24

### Presa radiofonică
Presa radiofonică națională retransmite pe frecvențe locale programele naționale și locale de știri, divertisment și publicitate. Posturile de radio care emit la Arad, pe frecvențe locale sunt: 
- Europa FM (89,3 Mhz)
- Pro FM (92,1 Mhz)
- Magic FM (92,7 Mhz)
- Radio Trinitas (94,2 Mhz)
- Național FM (95,5 Mhz)
- Kiss FM (97,0 Mhz)
- Radio Arad (99,1 Mhz)
- Virgin Radio (99,8 Mhz)
- Alt FM (102,0 Mhz)
- Arad FM (102,9 Mhz)
- Digi FM (105,3 Mhz)
- Radio CNM AM (1602 Mhz)
- Joy FM (93,4 Mhz)

În Arad se recepționează toate radiourile SRR România, posturilor care emiț pe frecvențe naționale, cât și unele posturi de radio din Ungaria (Județele Bekes și Csongrad) și Serbia (Voivodina).

### Televiziunea
Prima televiziune privată din Arad s-a înființat în 1990, numită TV Arad (TVA). Info TV, televiziune cu conținut propriu a fost cunoscută inițial sub denumirea "Intersat" (1994) și ulterior RCS până la adoptarea prezentului nume. Ulterior acesteia a apărut și West TV Regional, cu acoperire în 11 județe. Totodată au apărut și televiziunile on-line Newsarad TV, Baricada TV și Goldiș TV, aceasta din urmă fiind prima televiziune universitară online din Vestul României. Studioul local Pro TV Arad transmite doar știri locale, reluând în rest programul național.

### Edituri
După Revoluția din decembrie 1989 s-au remarcat edituri precum:
- Editura Fundației Culturale Ioan Slavici
- Editura Mirador
- Editura Gutenberg Univers

## Sport
| - Fotbal - FC UTA Arad - Bătrâna Doamnă a fotbalului românesc, cea mai titrată echipă din provincie după numărul de campionate naționale câștigate (6). - CS Gloria CTP Arad - fondat în 1913, este unul dintre cele mai vechi cluburi de fotbal din România. În prezent evoluează în liga a IV-a. - Banatul Sînnicolau Mic - liga a IV-a - Atletico Arad - liga a V-a - Olimpia Bujac - liga a V-a - Baschet - BC Univ. Goldiș ICIM Arad - campioana României de 9 ori, este una dintre cele mai titrate echipe de baschet din țară - BC West Olympia Phoenix Arad - Polo - AMEFA Arad - Rugby - CS UAV Arad - Tenis de câmp - Competiții - BRD Arad Challenger - Volei - UVVG Pro Volei - Kaiac - CSM Arad | - Escalada - CZEA - Centrul Zonal Ecologic Arad - Scufundări - SCUBA - CZEA - Centrul Zonal Ecologic Arad - Speologie - CZEA - Centrul Zonal Ecologic Arad - Lupte Greco-Romane - C.S.S. Gloria Arad - C.S."Astra" Arad - Fundația Lupte Club Gloria Arad - Judo - CSM Gloria Arad - Rapid Arad |  |

## Personalități
| Profesori: - Dimitrie Țichindeal - Alexandru Gavra - Anastasie Șandor - Constantin Diaconovici Loga - Caius Iacob - Cantemir Rișcuția - Nicolae Ștefu - Cornelia Bodea - Iosif Moldovan Laureați ai premiului Nobel: - Stefan Hell Oameni politici: - Emil-Livius-Nicolae Putin - Ștefan Cicio Pop - Sever Bocu - Vasile Goldiș - Ioan Suciu - Ion Flueraș - Ioan Russu-Șirianu Generali: - Piotr Tekeli - Franz Rohr Lideri comunitari : - Aron Chorin | Scriitori - Árpád Tóth - Ioan Slavici - Moise Nicoară - Mircea V. Stănescu - Vintilă Russu-Șirianu - Ștefan Augustin Doinaș - Mihai Beniuc - Adam Müller-Guttenbrunn - Mircea Micu - Ioan Alexandru - Mircea Mihăieș - Gheorghe Schwartz - Florin Bănescu - Romulus Bucur - Emil Șimăndan - Viorel Gheorghiță - Eginald Schlattner - Horia Medeleanu Regizori - Géza von Cziffra (1900-1989) |  |

| Actori - Mariana Buruiană - Zoltan Lovas Pictori : - Ivan Tabakovič - Mihai Păcurar - Cornelia Kocsis Josan - Ioan Emil Kett-Groza - Dacian Andoni - Ladislau Babocsik - Francisc Baranyai - Onisim Colta - Adriana Chirița - Iolanda Rosa - Mihály Takács | Arhitecți : - Lajos Szántay - Milan Tabacovici - Silvestru Răfiroiu - Miloș Cristea Sculptori : - Delia Brândușescu - Ioan Tolan - Ferdinand Rosa Compozitori: - Ion Vidu - Nicolae Brânzeu - Sabin Drăgoi - Emil Monția | Sportivi : - Sorin Babii - tir, campion olimpic - Emilia Eberle - gimnastă, medaliată olimpică - Daniela Dodean - tenis de masă - Monica Brosovszky - baschetbalistă - Iosif Petschovschi - fotbalist - Ladislau Bonyhádi - fotbalist - Zoltan Farmati - fotbalist - Gheorghe Vaczi - fotbalist - Ladislau Brosovszky - fotbalist - Flavius Domide - fotbalist - Mircea Axente - fotbalist - Mircea Petescu - fotbalist - Helmuth Duckadam - fotbalist, portar - Marcel Coraș - fotbalist - Emeric Jenei - fotbalist și antrenor |

## Relații externe
Orașe înfrățite
- Zrenjanin, din Serbia
- Atlit (עַתְלִית), Giv'atayim (גִּבְעָתַיִם‎), din Israel
- Fushun, din China
- Gyula, Hódmezővásárhely, Pecs, cu sectorul XII (Hegyvidék) din Budapesta, din Ungaria

| Orașe partenere - Kirklees, din Anglia (Regatul Unit) - Ditzingen, Würzburg, din Germania - Trenčín, din Slovacia - Tatabánya, din Ungaria |

## Imagini

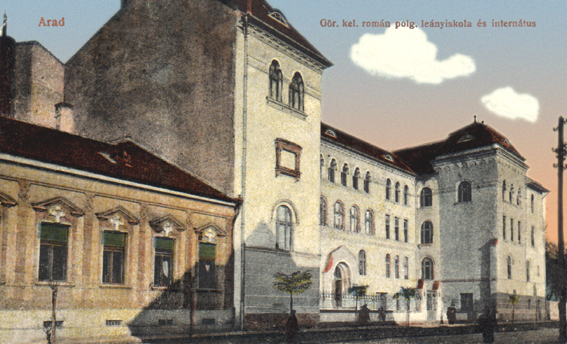
Școala în limba română pentru fete, mai târziu Internatul diecezan de fete, de la inceputul sec. XX - Spital TBC, in prezent una din cladirile Episcopiei Arad
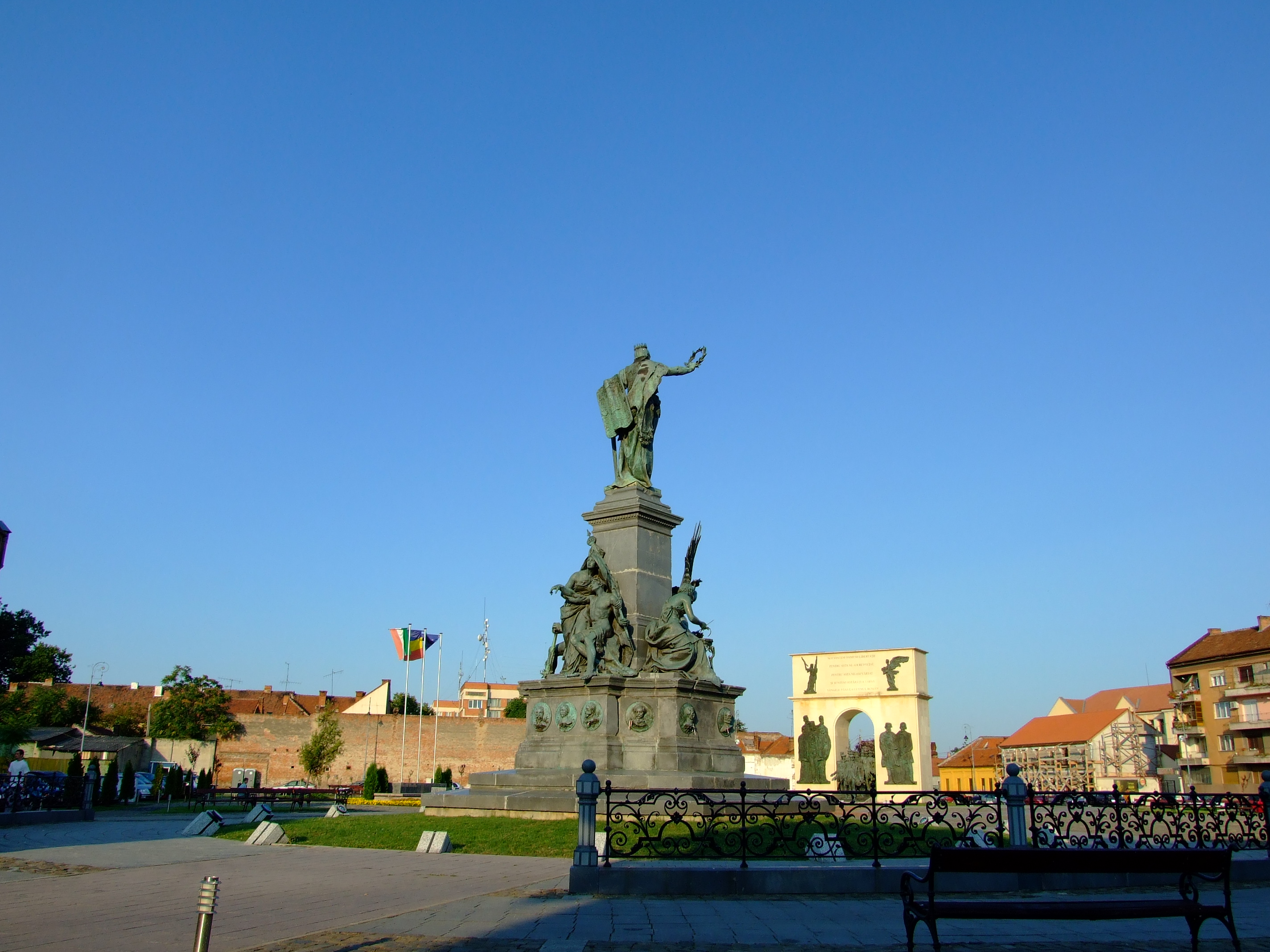
Parcul Reconcilierii din Arad
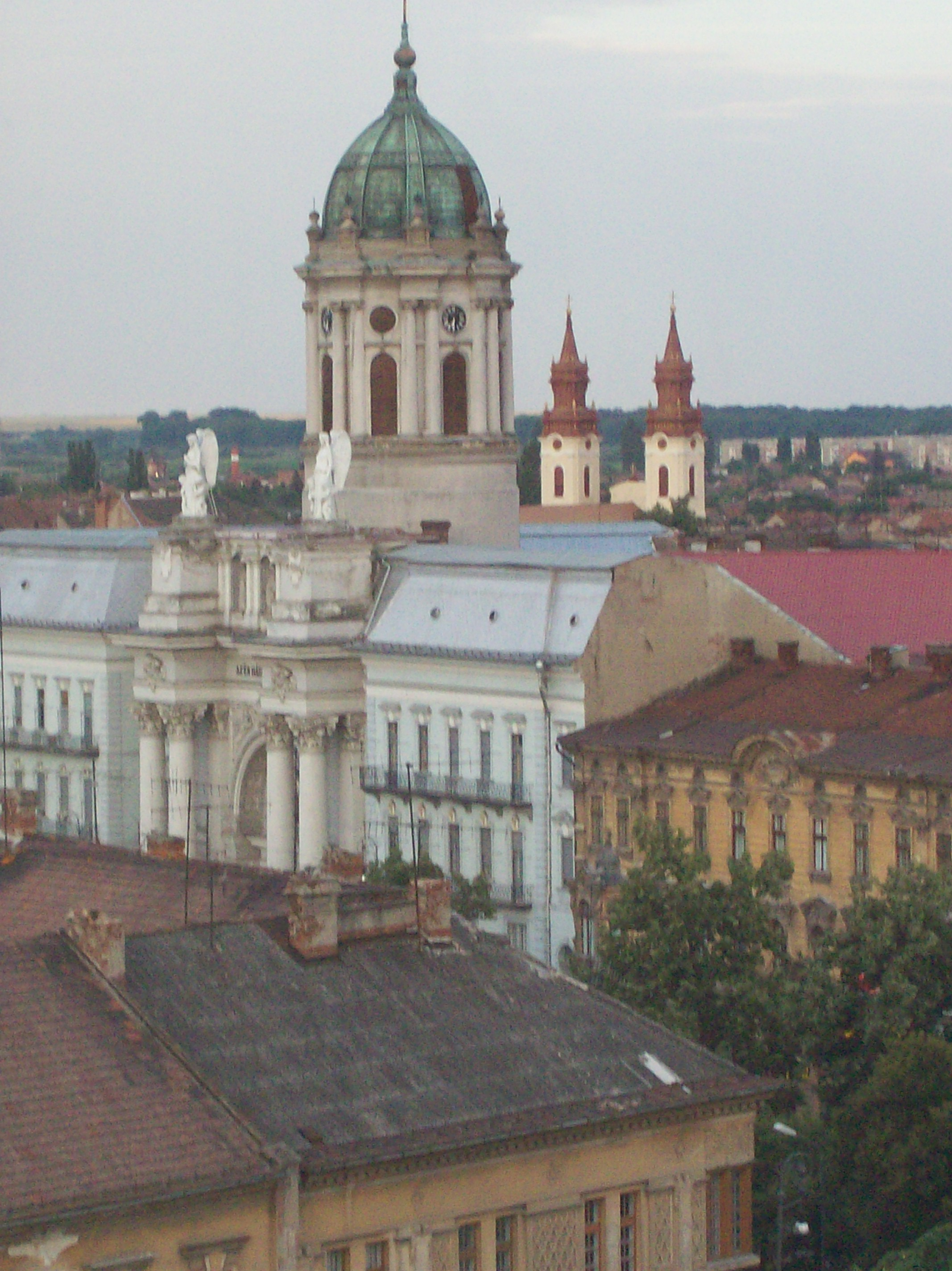
Catedrala „Sfântul Anton de Padova”, edificată în anul 1904 în stilul renascentist
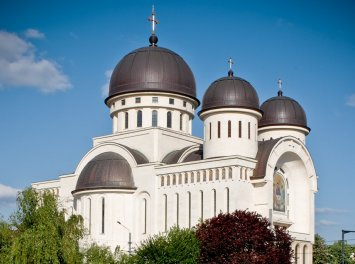
Catedrala ortodoxă „Sfânta Treime”
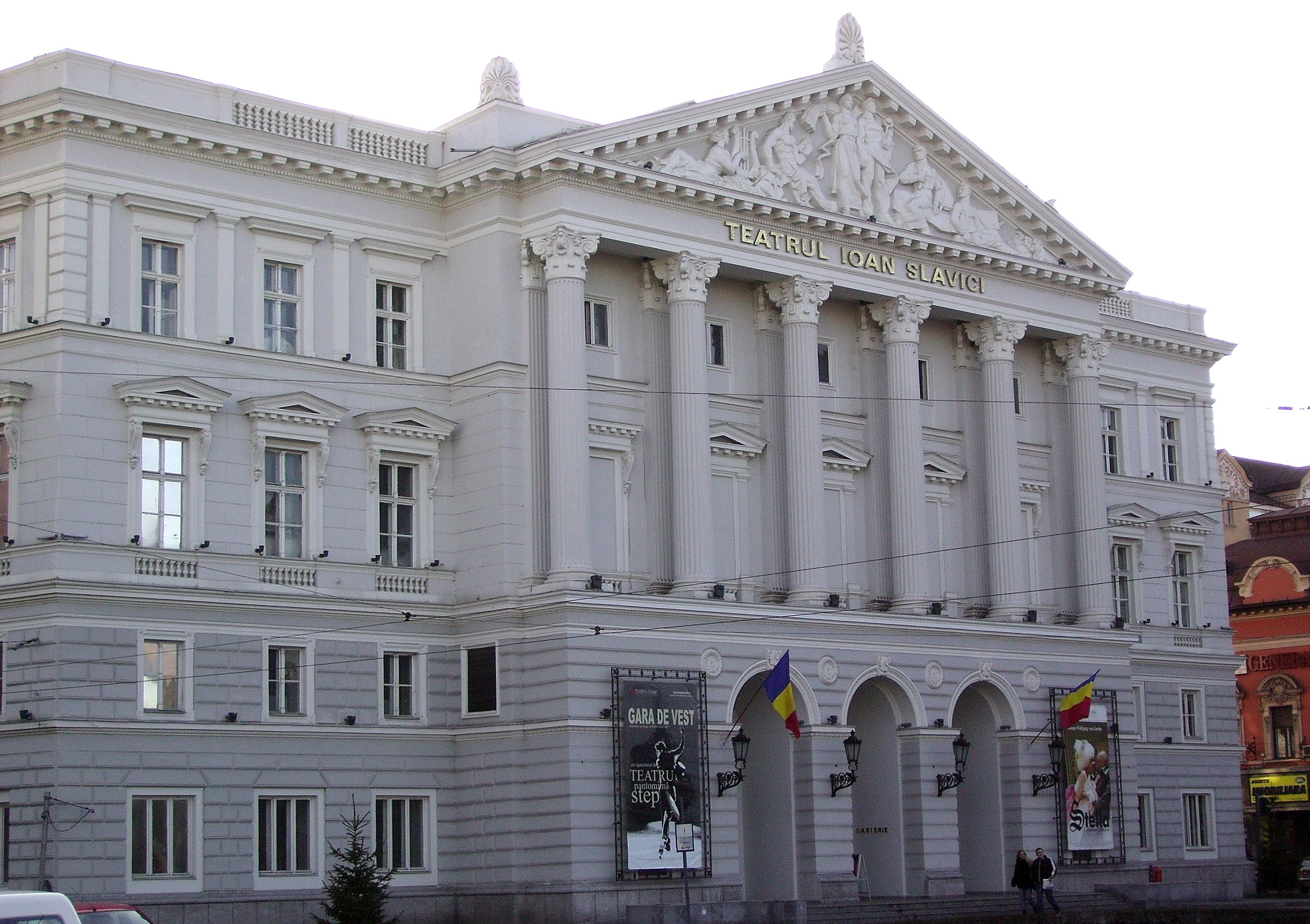
Teatrul Clasic ”Ioan Slavici”, inaugurat în anul 1874
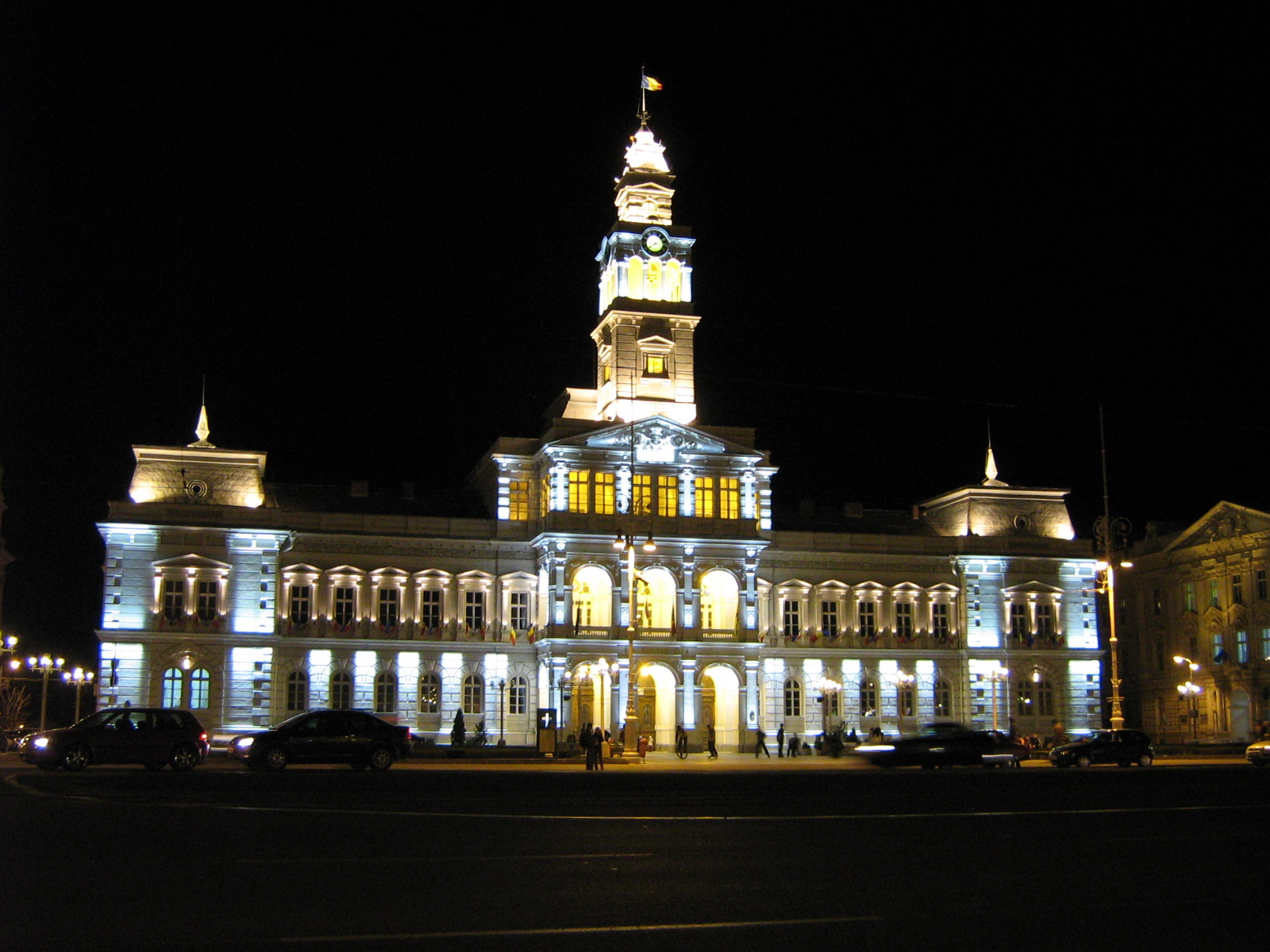
Palatul Administrativ din Arad, în nocturnă
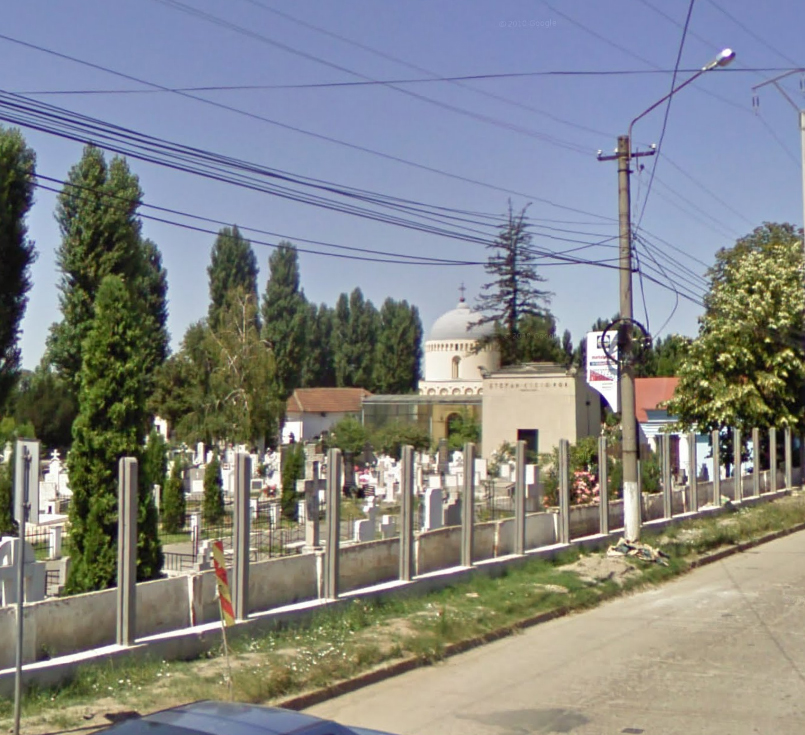
Capela Demian-Bocu (construită în 1932) din Cimitirul Eternitatea